# Schaukelgerät

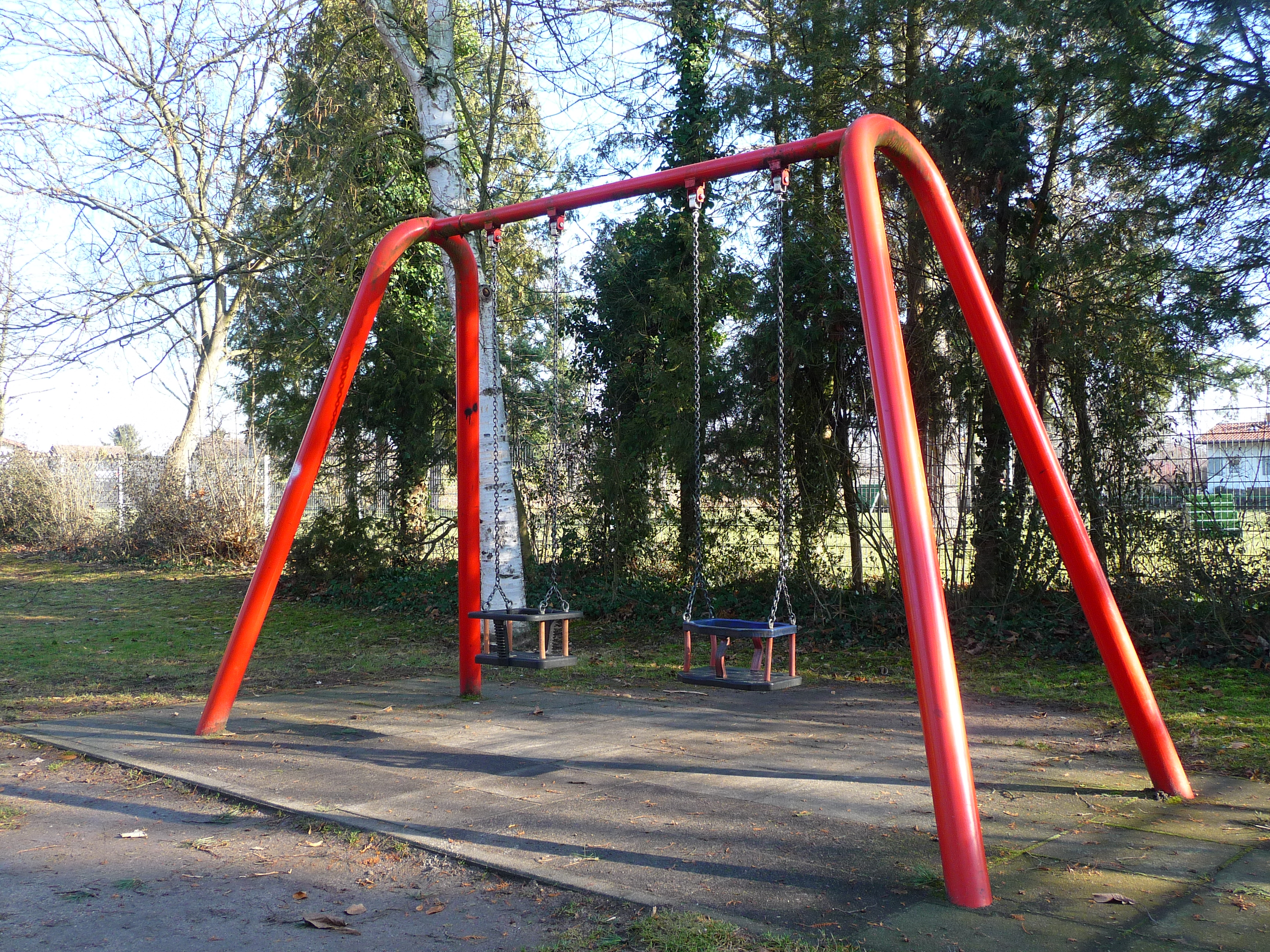
Schaukel für Kleinkinder

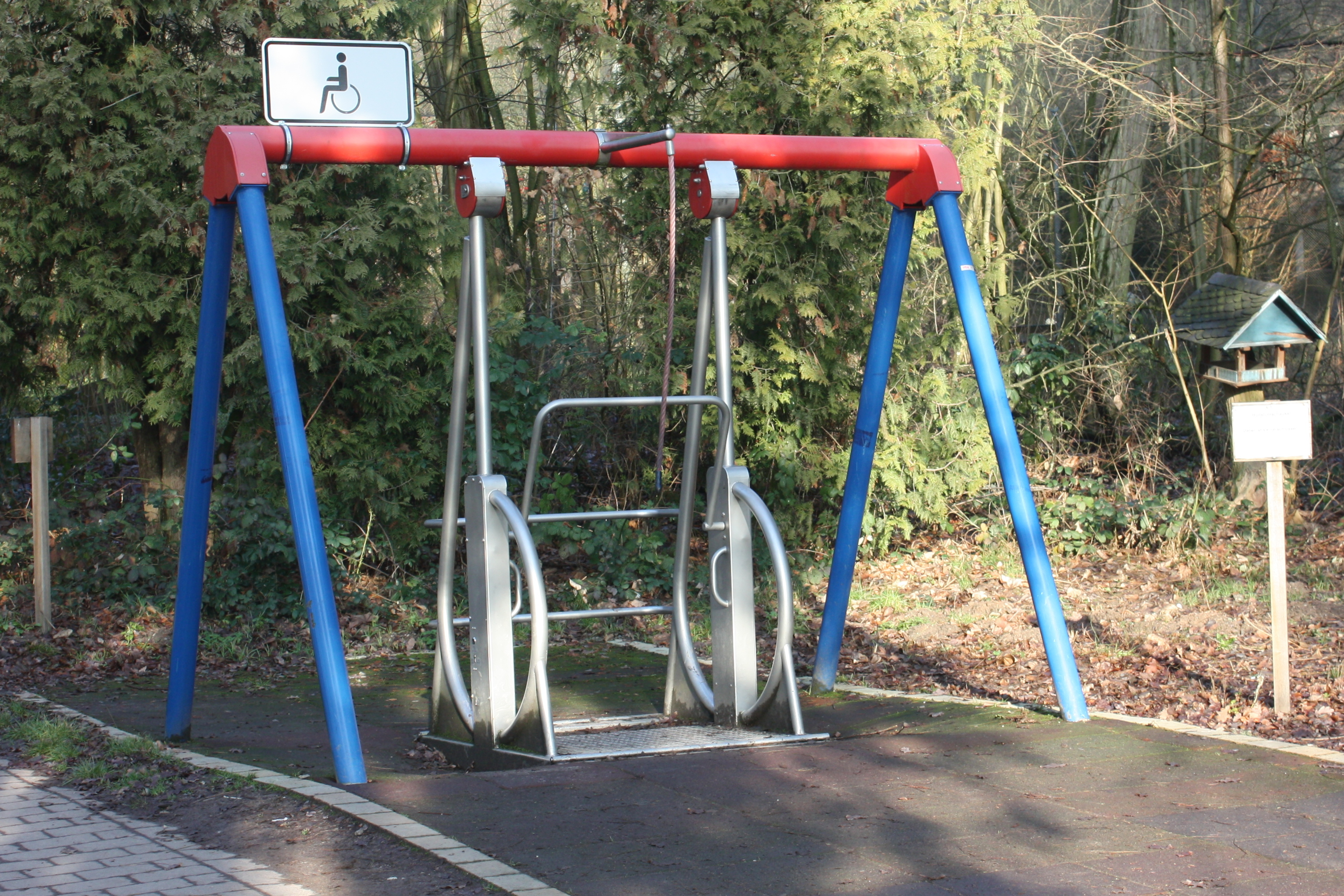
Ein Schaukelgerät das für Rollstuhlfahrer konzipiert wurde

Ein Schaukelgerät ist ein Spielgerät oder Turngerät, das in Schwingung versetzt werden kann. Bekannte Schaukelgeräte sind die Schaukel, oft als Schaukelpferd, oder die Wippe, ein leichter Balken mit Befestigungen an den Enden zum Festhalten, der in seiner Mitte an einem aufrechten Ständer angebracht ist und sich vertikal drehen lässt. Eine spezielle Form der Wippe ist das Schleuderbrett, das besonders in der Artistik Verwendung findet. Andere Schaukelgeräte, wie das Schaukel- oder Schwebereck (Trapez), die Ringe und Schaukelringe hängen frei an Seilen oder Ketten.
Eine besondere Form ist die Vogelnestschaukel. Sie hängt zumeist an einem Holzgerüst und ist dort an zwei Ketten befestigt, während das „Nest“ wiederum vier Befestigungspunkte hat, damit es sich nicht in alle Richtungen bewegt. Im "Vogelnest" können mehrere Kinder zusammen sitzend oder stehend schaukeln und haben dabei oft Körperberührung, was vielfach auch therapeutischen Wert und einen sozialen Aspekt hat.